# Call of Duty: World at War: Zombies
 Call of Duty: World at War: Zombies  é um jogo eletrônico de tiro em primeira pessoa desenvolvido por Ideaworks Game Studio e publicado pela Activision para iOS. É um jogo derivado da série Call of Duty baseado no modo "Nazi Zombies" de Call of Duty: World at War. O jogo foi lançado para o mundo inteiro em 16 de Novembro de 2009. O jogo permite jogar em modo cooperativo multiplayer usando rede ad hoc, Wi-Fi ou Bluetooth, ou mundialmente via internet. No futuro vão ser disponibilizados novos mapas para ser comprados como DLC's.
O jogo originalmente é ambientado em um Bunker Alemão (Nacht der Untoten) durante a Segunda Guerra Mundial do ponto de vista de um Fuzileiro Naval Americano. Soldados Nazistas que se tornaram Zumbis tentam infiltrar-se no bunker, e os jogadores devem defender a si mesmos no processo.